# 미나 리스
미나 스피겔 리스(영어: Mina Spiegel Rees, 1902년 8월 2일 ~ 1997년 10월 25일)는 미국의 수학자이다. 해군연구청 과학부 부국장 등을 지냈으며 1971년 여성 최초로 미국 과학진흥협회 회장을 역임했다. 헌터 칼리지에서 교수로 근무하면서 여성수학협회(Association for Women in Mathematics)에서 활동하였다.